# Bộ trưởng Văn phòng Nội các phụ trách các nhiệm vụ đặc biệt (Vấn đề người tiêu dùng và an toàn thực phẩm)
Bộ trưởng Tiêu dùng và An toàn thực phẩm (内閣府特命担当大臣（消費者及び食品安全担当） (Nội Các Phủ Đặc Mệnh Đảm Trách Đại Thần (Tiêu Phí Giả Cập và Thực Phẩm An Toàn Đảm Trách)) Naikakufutokumeitantoudaijin (Shouhishaoyobishoku)) một vụ chức vụ trong chính phủ Nhật Bản, phụ trách Cơ quan Tiêu dùng. Vị trí được tạo ra cùng với cơ quan vào ngày 1 tháng 9 năm 2009.

## Danh sách Bộ trưởng
| Đời | Bộ trưởng             | Bộ trưởng             | Nội các                   | Nội các                        | Bắt đầu              | Kết thúc             | Đảng                | Ghi chú   |
| --- | --------------------- | --------------------- | ------------------------- | ------------------------------ | -------------------- | -------------------- | ------------------- | --------- |
| (Trước Nội các Aso là Bộ trưởng Nội các Đặc trách về Các vấn đề Người tiêu dùng và Bộ trưởng Nội các Đặc trách về An toàn Thực phẩm) |                       |                       |                           |                                |                      |                      |                     |           |
| Bộ trưởng Bộ Tiêu dùng và An toàn thực phẩm                                                                                          |                       |                       |                           |                                |                      |                      |                     |           |
| 1 |                       | Fukushima Mizuho      | Nội các Hatoyama Yukio    | Nội các Hatoyama Yukio         | 16 tháng 9 năm 2009  | 28 tháng 5 năm 2010  | Đảng Xã hội Dân chủ | Bãi nhiệm |
| － |                       | (Hirano Hirofumi)     | Nội các Hatoyama Yukio    | Nội các Hatoyama Yukio         | 28 tháng 5 năm 2010  | 8 tháng 6 năm 2010   | Đảng Dân chủ        | Quyền     |
| 2 |                       | Arai Satoshi          | Nội các Kan               | Nội các Kan                    | 8 tháng 6 năm 2010   | 17 tháng 9 năm 2010  | Đảng Dân chủ        |           |
| 3 |                       | Okazaki Tomiko        |                           | Nội các Kan cải tổ lần 1       | 17 tháng 9 năm 2010  | 14 tháng 1 năm 2011  | Đảng Dân chủ        |           |
| 4 |                       | Renhō                 |                           | Nội các Kan cải tổ lần 2       | 14 tháng 1 năm 2011  | 27 tháng 6 năm 2011  | Đảng Dân chủ        |           |
| 5 |                       | Hosono Goshi          |                           | Nội các Kan cải tổ lần 2       | 27 tháng 6 năm 2011  | 2 tháng 9 năm 2011   | Đảng Dân chủ        |           |
| 6 |                       | Yamaoka Kenji         | Nội các Noda              | Nội các Noda                   | 2 tháng 9 năm 2011   | 13 tháng 1 năm 2012  | Đảng Dân chủ        |           |
| 7 |                       | Matsubara Jin         |                           | Nội các Noda cải tổ lần 1      | 13 tháng 1 năm 2012  | 1 tháng 10 năm 2012  | Đảng Dân chủ        |           |
| 7 |                       | Matsubara Jin         | Nội các Noda cải tổ lần 2 | Tái nhiệm                      | 13 tháng 1 năm 2012  | 1 tháng 10 năm 2012  | Đảng Dân chủ        |           |
| 8 |                       | Kodaira Tadamasa      |                           | Nội các Noda cải tổ lần 3      | 1 tháng 10 năm 2012  | 26 tháng 12 năm 2012 | Đảng Dân chủ        |           |
| 9 |                       | Mori Masako           | Nội các Abe lần 2         | Nội các Abe lần 2              | 26 tháng 12 năm 2012 | 3 tháng 9 năm 2014   | Đảng Dân chủ Tự do  |           |
| 10 |                       | Arimura Haruko        |                           | Nội các Abe lần 2 cải tổ       | 3 tháng 9 năm 2014   | 24 tháng 12 năm 2014 | Đảng Dân chủ Tự do  |           |
| 11 |                       | Yamaguchi Shunichi    | Nội các Abe lần 3         | Nội các Abe lần 3              | 24 tháng 12 năm 2014 | 7 tháng 10 năm 2015  | Đảng Dân chủ Tự do  |           |
| 12 |                       | Kōno Tarō             |                           | Nội các Abe lần 3 cải tổ lần 1 | 7 tháng 10 năm 2015  | 3 tháng 8 năm 2016   | Đảng Dân chủ Tự do  |           |
| 13 |                       | Matsumoto Jun         |                           | Nội các Abe lần 3 cải tổ lần 2 | 3 tháng 8 năm 2016   | 3 tháng 8 năm 2017   | Đảng Dân chủ Tự do  |           |
| 14 |                       | Esaki Tetsuma         |                           | Nội các Abe lần 3 cải tổ lần 3 | 3 tháng 8 năm 2017   | 1 tháng 11 năm 2017  | Đảng Dân chủ Tự do  |           |
| 15 | Nội các Abe lần 4     | Nội các Abe lần 4     | 1 tháng 11 năm 2017       | 27 tháng 2 năm 2018            | Tái nhiệm            |                      | Đảng Dân chủ Tự do  |           |
| 16 | Nội các Abe lần 4     | Nội các Abe lần 4     |                           | Fukui Teru                     | 27 tháng 2 năm 2018  | 2 tháng 10 năm 2018  | Đảng Dân chủ Tự do  |           |
| 17 |                       | Miyakoshi Mitsuhiro   |                           | Nội các Abe lần 4 cải tổ lần 1 | 2 tháng 10 năm 2018  | 11 tháng 9 năm 2019  | Đảng Dân chủ Tự do  |           |
| 18 |                       | Eto Seiichi           |                           | Nội các Abe lần 4 cải tổ lần 2 | 11 tháng 9 năm 2019  | 16 tháng 9 năm 2020  | Đảng Dân chủ Tự do  |           |
| 19 |                       | Inoue Shinji          | Nội các Suga              | Nội các Suga                   | 16 tháng 9 năm 2020  | 4 tháng 10 năm 2021  | Đảng Dân chủ Tự do  |           |
| 20 |                       | Wakamiya Kenji        | Nội các Kishida lần 1     | Nội các Kishida lần 1          | 4 tháng 10 năm 2021  | 10 tháng 11 năm 2021 | Đảng Dân chủ Tự do  |           |
| 21 | Nội các Kishida lần 2 | Nội các Kishida lần 2 | 10 tháng 11 năm 2021      | 10 tháng 8 năm 2022            |                      |                      | Đảng Dân chủ Tự do  |           |
| 22 |                       | Kōno Tarō             |                           | Cải tổ lần 1                   | 10 tháng 8 năm 2022  | 13 tháng 9 năm 2023  | Đảng Dân chủ Tự do  |           |
| 23 |                       | Jimi Hanako           | Cải tổ lần 2              | 13 tháng 9 năm 2023            | 1 tháng 10 năm 2024  |                      | Đảng Dân chủ Tự do  |           |
| 24 |                       | Itō Yoshitaka         | Nội các Ishiba lần 1      | Nội các Ishiba lần 1           | 1 tháng 10 nâm 2024  | 11 tháng 11 năm 2024 | Đảng Dân chủ Tự do  |           |
| 25 | Nội các Ishiba lần 2  | Nội các Ishiba lần 2  | 11 tháng 1 năm 2024       | đương nhiệm                    |                      |                      | Đảng Dân chủ Tự do  |           |

- Vì Bộ trưởng Nội các Đặc trách có thể bổ nhiệm nhiều hơn một người, ký hiệu đại số thường không được sử dụng. Tuy nhiên, để dễ hiểu, cột đại số được cung cấp để thuận tiện trong bảng này.
- Bổ nhiệm lại với một đơn từ chức sẽ cho biết ngày nhậm chức, và ở lại mà không từ chức sẽ không cho biết ngày nhậm chức.
- Bộ trưởng Nội các Đặc trách về Các vấn đề Người tiêu dùng và An toàn Thực phẩm (Bộ trưởng Bộ Ngoại giao về Các vấn đề Người tiêu dùng) chỉ nêu tên cá nhân trong ngoặc đơn khi Bộ trưởng còn trống.
- Trong cột đảng, đảng chính trị mà cá nhân thuộc về vào thời điểm cá nhân nhậm chức được liệt kê.